# Heo Yeong-mo
Heo Yeong-mo (* 21. April 1965 in Suncheon; † 9. März 2019) war ein südkoreanischer Boxer.
1982 erreichte Heo bei den Weltmeisterschaften in München das Halbfinale im Halbfliegengewicht (-48 kg), welches er gegen Iwajlo Marinow, Bulgarien (4:1), verlor und damit eine Bronzemedaille gewann. Im selben Jahr gewann er in Seoul die Asienmeisterschaften und Delhi die Asienspiele. Bei den Olympischen Spielen 1984 gewann Heo im Fliegengewicht (-51 kg) gegen Fayek Gobran, Ägypten (RSC 1.), und Efreen Tabanas, Philippinen (4:1), bevor er im Viertelfinale gegen Eyüp Can, Türkei (4:1), verlor.
1985 startete Heo im Bantamgewicht (-54 kg) bei den Asienmeisterschaften und errang die Silbermedaille. 1987 wurde er nochmals Asienmeister. Nachdem er 1988 die Olympiaqualifikation verpasst hatte, beendete er seine Karriere. Zuletzt arbeitete Heo als Lehrer in Yeosu, Jeollanam-do.